# Choisy-au-Bac
Choisy-au-Bac ist eine französische Gemeinde mit 3386 Einwohnern (Stand 1. Januar 2022) im Département Oise in der Region Hauts-de-France. Sie gehört zum Arrondissement Compiègne und zum Kanton Compiègne-1.

## Geografie
Choisy-au-Bac liegt unmittelbar nordöstlich von Compiègne an der Mündung der Aisne in die Oise.

### Nachbargemeinden
| Janville  | Le Plessis-Brion                            |           |
| Clairoix  | Kompassrose, die auf Nachbargemeinden zeigt | Rethondes |
| Compiègne |                                             |           |

## Geschichte
In der Zeit der Merowinger stand hier neben Compiègne und Quierzy eine der drei königlichen Residenzen im Tal der Oise, die Villa Cauciacum. König Childebert III. starb hier im Jahr 711 und wurde in der örtlichen Stephanskirche beerdigt. Im Jahr 783 starb Bertrada die Jüngere in Choisy, die Mutter Karls des Großen. In der nahe gelegenen Abtei Saint-Étienne war Alkuin, der Erzieher Karls des Großen, mehrere Male zu Gast. Dieses Kloster hatte dann zur Zeit Ludwigs des Frommen die Villa Cauciacum in Besitz, bevor der Ort an das Kloster Saint-Médard in Soissons abgegeben wurde. 896 ließen sich Normannen in Choisy nieder und nutzten den Ort als Stützpunkt, von dem aus sie Compiègne niederbrennen konnten. Erst 911 konnte König Karl der Einfältige den Besitz wieder in seine Hand bringen.

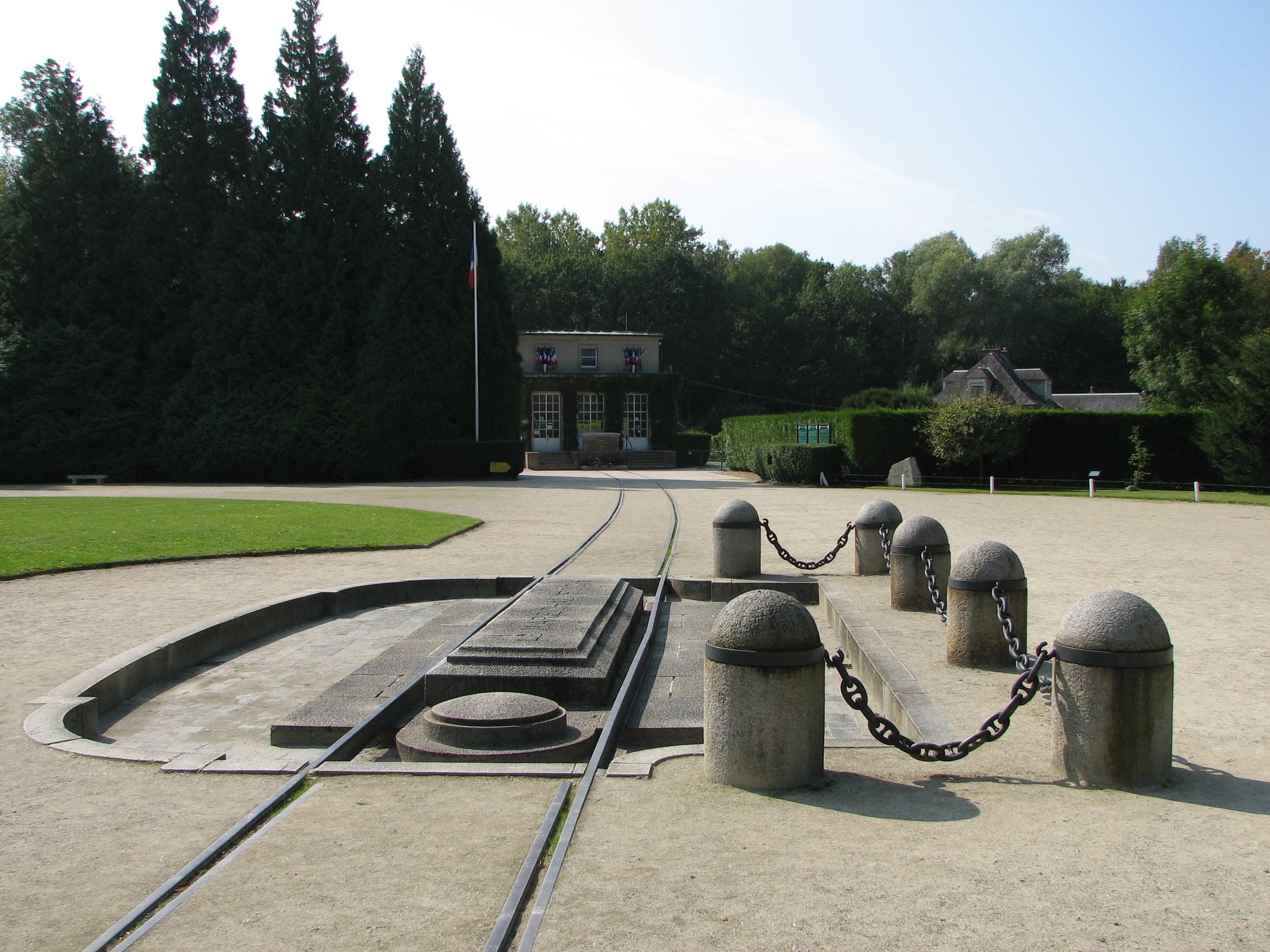
Die Clairière de l'Armistice, Ort der Waffenstillstände von 1918 und 1940

Im 11. Jahrhundert war Choisy eine Festung, die den Grafen von Vermandois gehörte und von der aus der Übergang über die Aisne gesichert wurde, zu dem eine erstmals 1248 erwähnte Brücke gehörte, die dem Ort im Mittelalter seine strategische Bedeutung verlieh. Unter König Philipp II. wurde Choisy wieder Bestandteil der Domaine royal, sein Nachfolger Philipp IV. gab es schließlich dem Kloster Le Val-des-Écoliers. Die den Flussübergang sichernde Burg war Ende des 16. Jahrhunderts nicht mehr vorhanden.
Im 19. Jahrhundert führte von Choisy-au-Bac eine Hängebrücke von 48 Metern Spannweite über die Aisne. Sie wurde 1836 von Marc Seguin (1786–1875) gebaut, 1850 aber wieder abgerissen. Sie wurde durch eine Spannbogenbrücke ersetzt, die jedoch in den ersten Kriegsmonaten 1915 von den französischen Verteidigern des Ortes gesprengt wurde.
Südlich des mit zur Gemeinde gehörigen Dorfes Francport befindet sich jenseits der Aisne die Clairière de l'Armistice („Waffenstillstandslichtung“), auf der 1918 die Kapitulation des Deutschen Reiches am Ende des Ersten Weltkriegs unterzeichnet wurde und im Zweiten Weltkrieg 1940 die Kapitulation Frankreichs gegenüber dem Deutschen Reich.

### Bevölkerungsentwicklung
| Jahr                       | 1962 | 1968 | 1975 | 1982 | 1990 | 1999 | 2006 | 2013 | 2021 |
| -------------------------- | ---- | ---- | ---- | ---- | ---- | ---- | ---- | ---- | ---- |
| Einwohner                  | 1593 | 1671 | 1842 | 2313 | 3786 | 3573 | 3475 | 3366 | 3322 |
| Quellen: Cassini und INSEE |      |      |      |      |      |      |      |      |      |

## Sehenswürdigkeiten

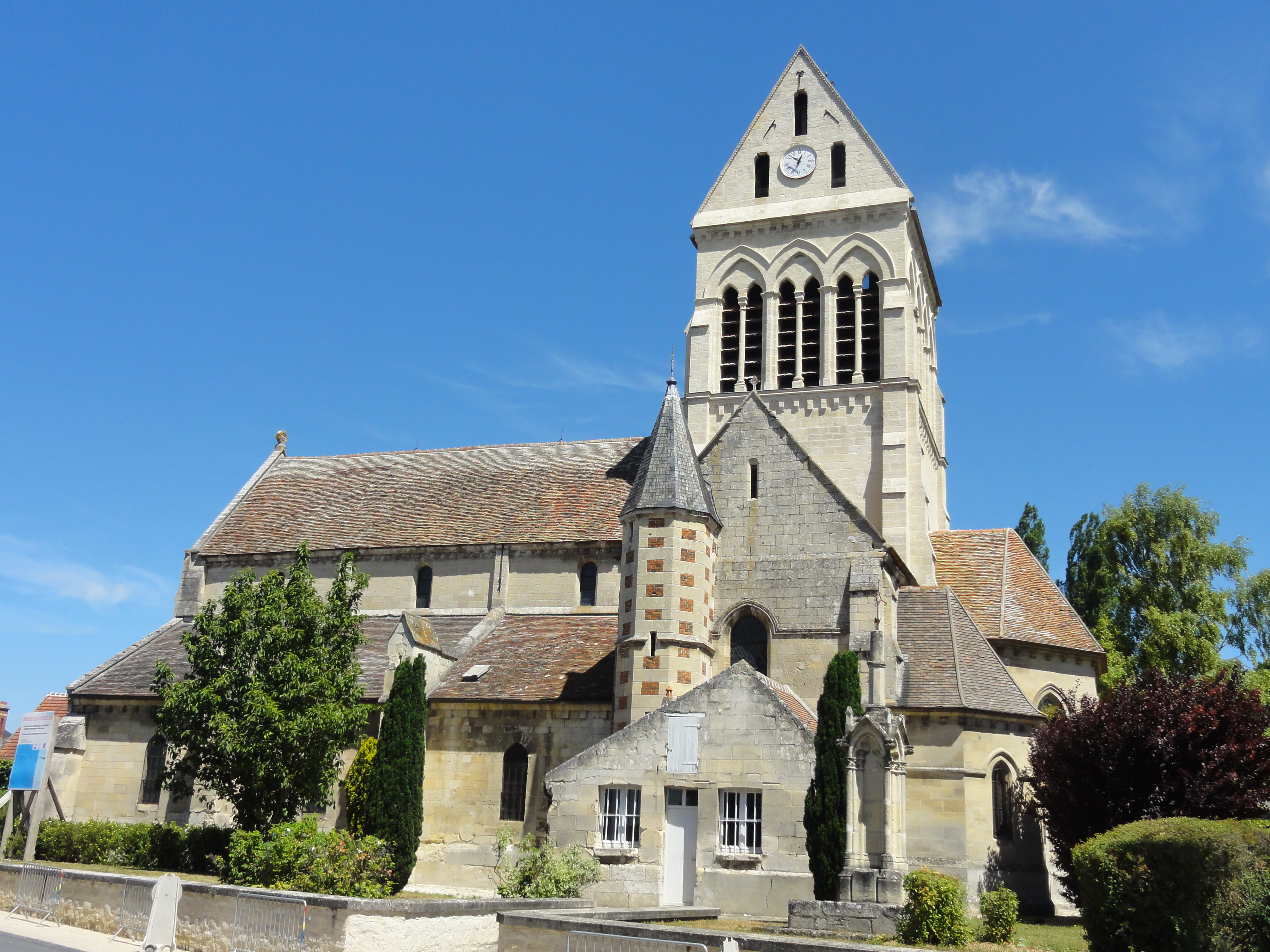
Kirche Sainte-Trinité
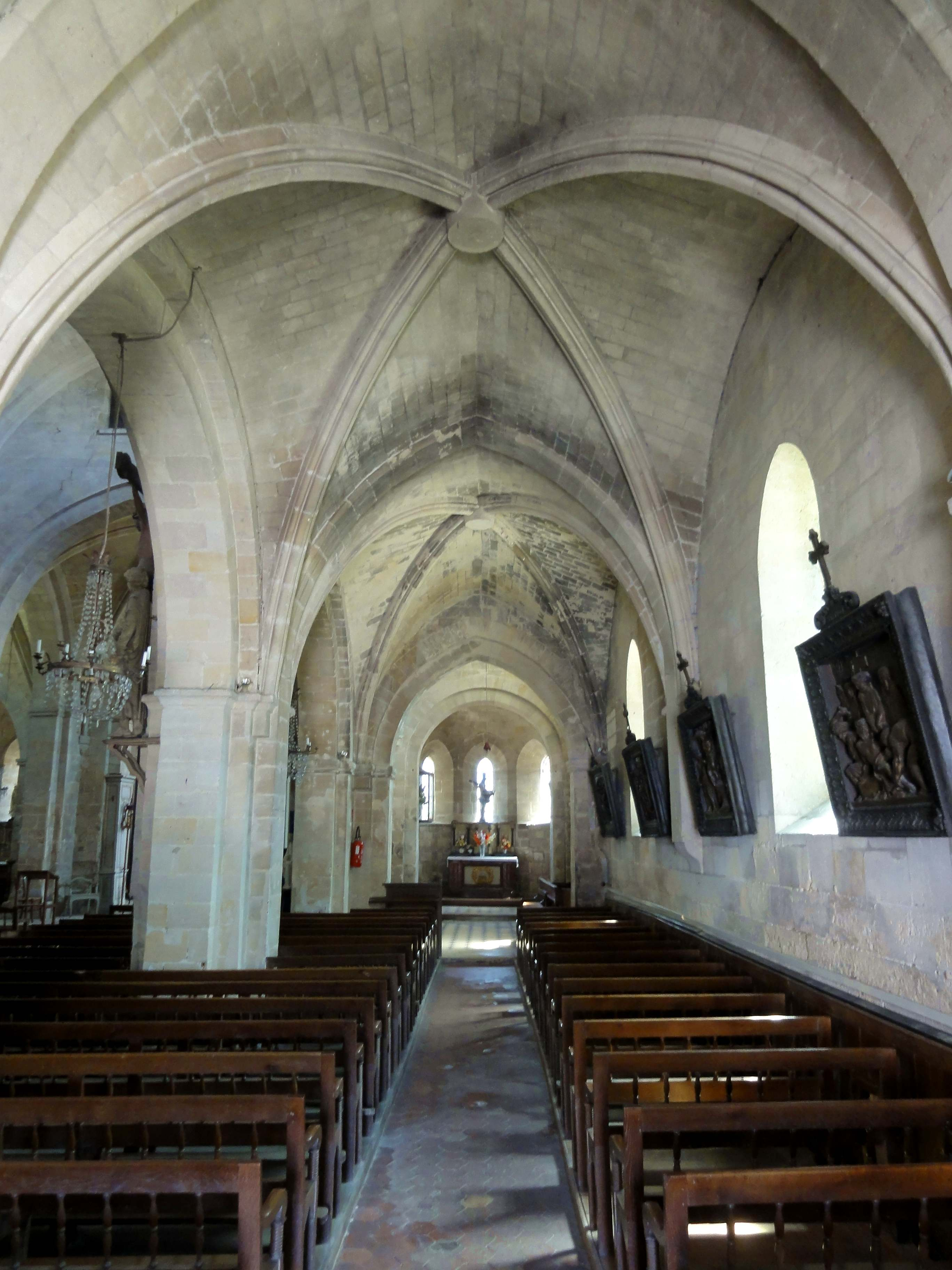
Innenansicht Sainte-Trinité

- Kapelle Notre-Dame-des-Trois-Chênes
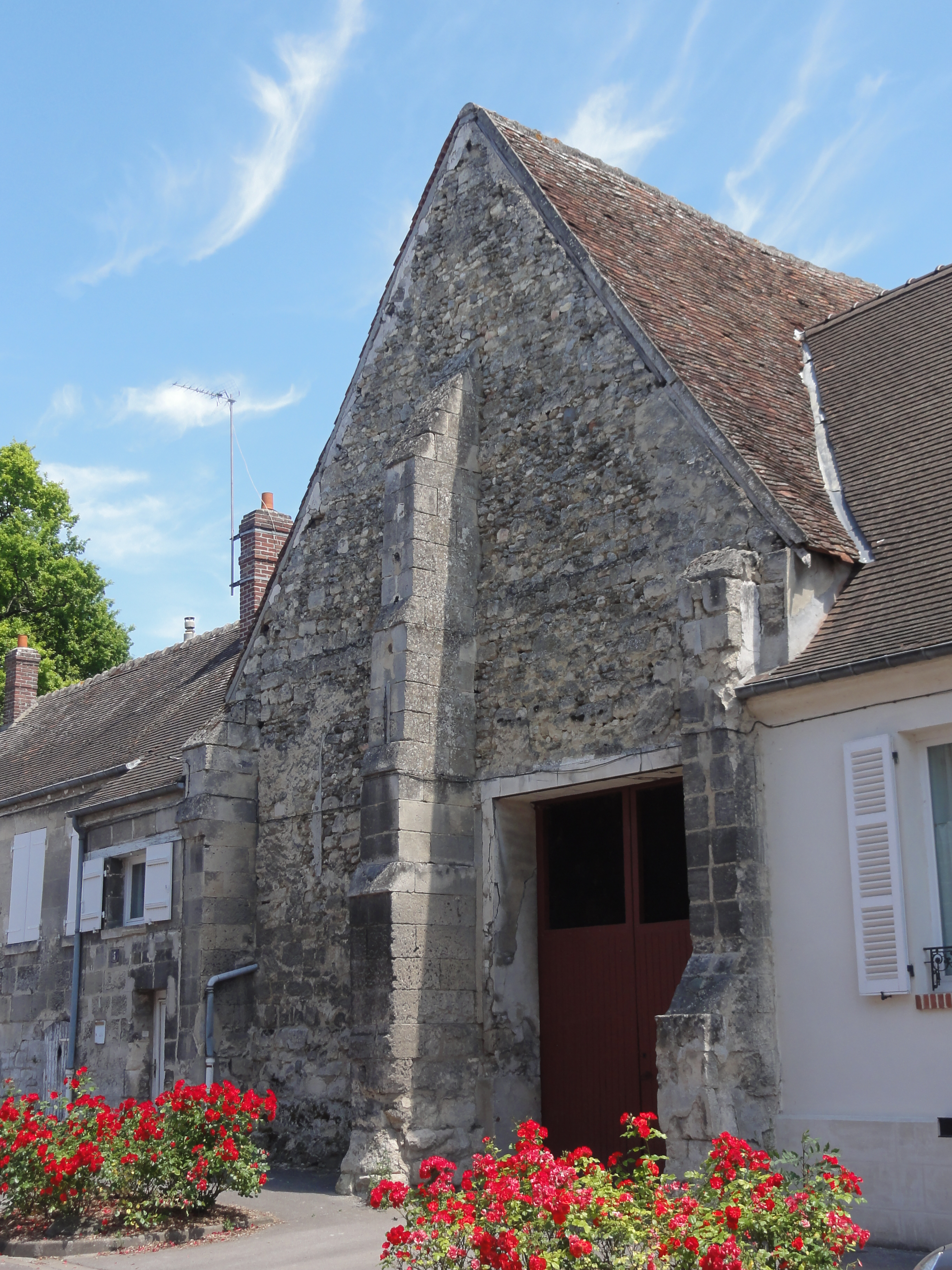
Reste des ehemaligen Priorats
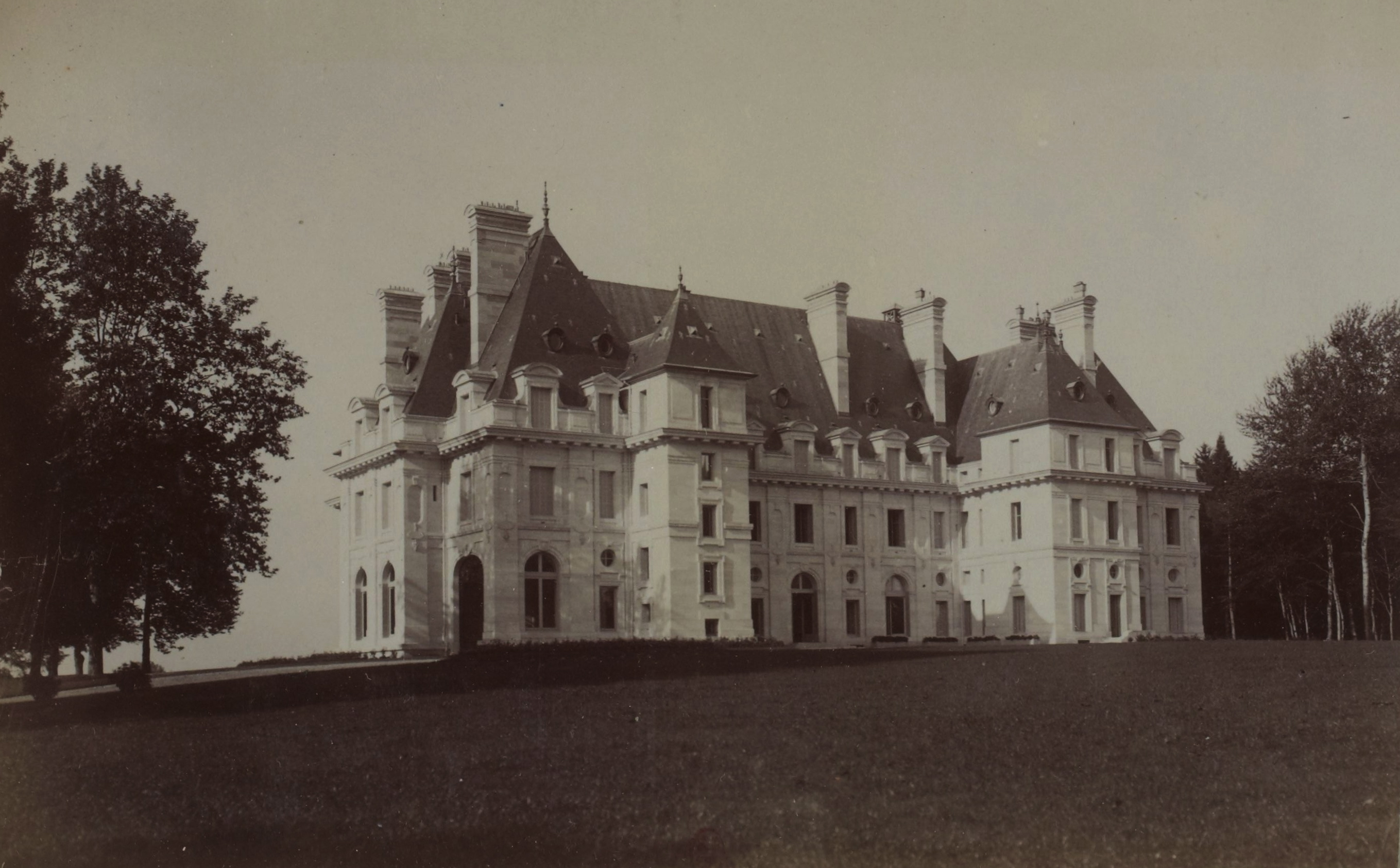
Château Francport 1. Hälfte des 20. Jahrhunderts
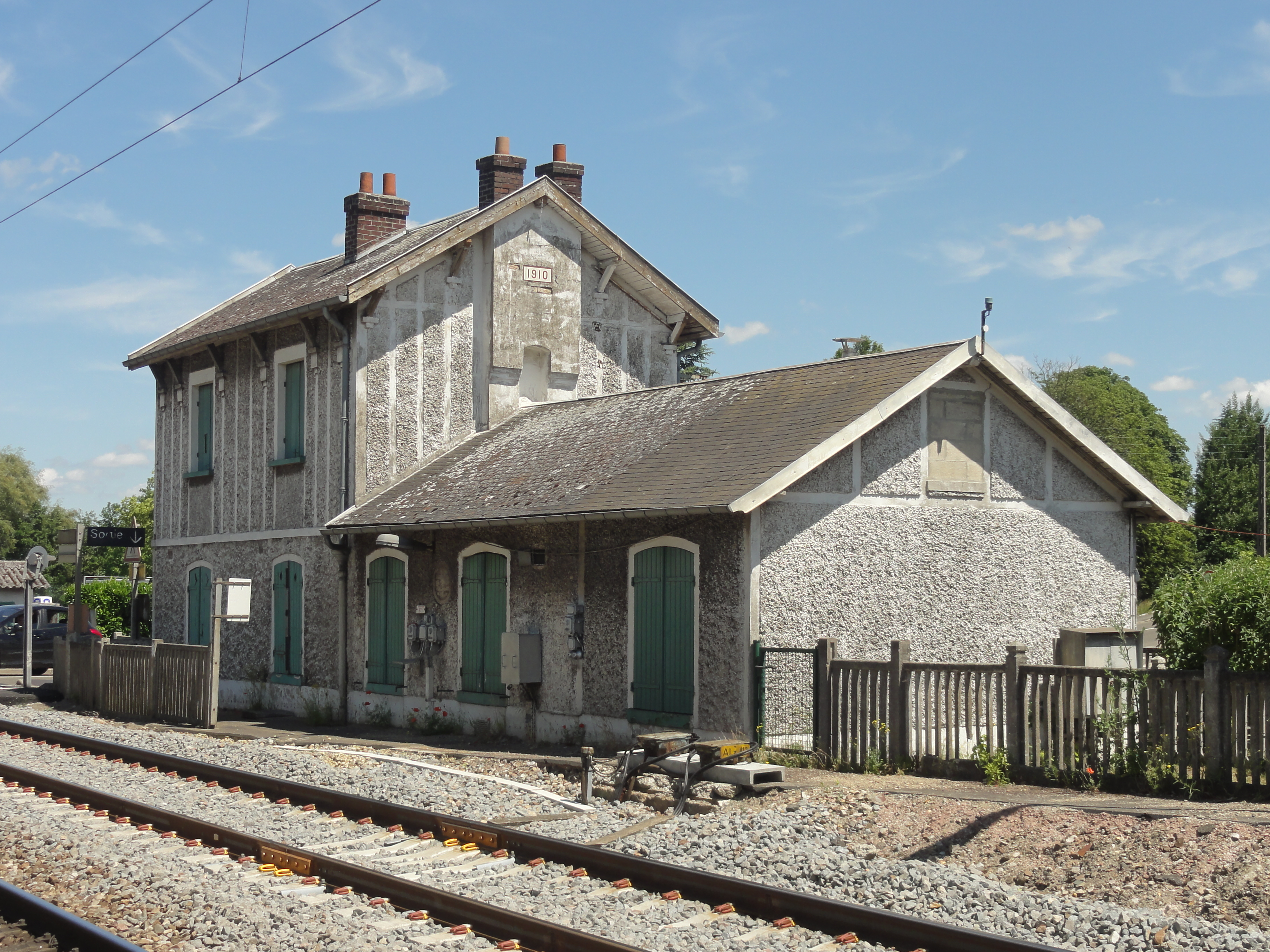
Ehemaliges Bahnhofsgebäude auf dem Gebiet der Nachbargemeinde Clairoix

- Ruinen des Château du Francport

- Kirche Sainte-Trinité
- Innenansicht Sainte-Trinité
- Reste des ehemaligen Priorats (Giebelseite der Scheune)
- Château Francport 1. Hälfte des 20. Jahrhunderts
- Ehemaliges Bahnhofsgebäude auf dem Gebiet der Nachbargemeinde Clairoix

## Gemeindepartnerschaft
- Sible Hedingham (Grafschaft Essex, England) seit 1992